# Szojuz MSZ–11
A Szojuz MSZ–11 a Szojuz MSZ (GRAU-kódja: 11F747) típusú űrhajó űrrepülése, 2018. december 3-án indítottak a Bajkonuri űrrepülőtérről. Ez volt a Szojuz űrhajó 138. sikeres repülése személyzettel: egy orosz parancsnokból (Oleg Kononyenko, egy amerikai (Anne McClain) és egy kanadai fedélzeti mérnökből (David Saint-Jacques) állt, akik a Nemzetközi Űrállomás 57. alaplegénységéhez csatlakoztak, majd az azt követő  58. alaplegénységnek és az 59. expedíciónak is részei lettek.
A Szojuz MSZ–11 repülését eredetileg 2018. december 20-ára tervezték. A Szojuz MSZ–10 2018. október 11-ei sikertelen indítása miatt, amely a Szojuz–FG hordozórakéta hibája miatt következett be, a Szojuz MSZ–11 repülést előrébb kellett hozni december 3-ára. Az űrhajót 2018. december 3-án, moszkvai idő szerint 14:31-kor (UTC 11:31) indították a Bajkonuri űrrepülőtér 1. sz. indítóállásából (Gagarin-indítóállás) egy Szojuz–FG hordozórakétával. Az alacsony Föld körüli pályára állt űrhajó 17:33-kor sikeresen csatlakozott a Nemzetközi Űrállomás Poiszk moduljához.
A Szojuz MSZ–11 személyzete a 2018. június 6-án indított Szojuz MSZ–09 tartalék személyzete volt.
A Szojuz MSZ-11 személyzete 204 napot töltött a Nemzetközi Űrállomás fedélzetén. 

## Személyzet

### Elsődleges személyzet
| Pozíció          | Űrhajós                      |
| ---------------- | ---------------------------- |
| parancsnok       | Oleg Kononyenko, RKA         |
| fedélzeti mérnök | David Saint-Jacques, CSA     |
| fedélzeti mérnök | Anne Charlotte McClain, NASA |

### Tartalék személyzet
| Pozíció          | Űrhajós                   |
| ---------------- | ------------------------- |
| parancsnok       | Alekszandr Szkvorcov, RKA |
| fedélzeti mérnök | Luca Parmitano, ESA       |
| fedélzeti mérnök | Andrew R. Morgan, NASA    |